# Погребищенський медичний фаховий коледж
Погребищенський медичний коледж — вищий навчальний заклад у місті Погребище Погребищенського району Вінницької області України.

## Історія
Погребищенське медичне училище було відкрито влітку 1966 року у селищі міського типу Погребище.
Наприкінці  восьмої п'ятирічки будівництво комплексу будівель медичного училища було завершено.
У 1970-1971 роках в училищі навчалося 570 осіб.
Відповідно до 11-го п'ятирічного плану розвитку народного господарства СРСР для училища було збудовано цегляний двоповерховий навчальний корпус № 3, який було введено в експлуатацію у 1984 році. У 1991 році було завершено будівництво нового спортивного залу та гуртожитку.
У 2005 році Погребищенське медичне училище було перейменовано на «Погребищенський медичний коледж».[джерело?]
З 2012 року є вищим навчальним закладом І рівня акредитації.[джерело?]

## Сучасний стан
Комунальна установа охорони здоров'я «Погребищенський медичний коледж» Вінницької обласної ради є державним вищим навчальним закладом І рівня акредитації, який готує молодших медичних фахівців за трьома спеціальностями: «Лікувальна справа», «Сестринська справа» Акушерська справа».
До складу коледжу входять три навчальні корпуси загальною площею 4464 квадратних метрів на 128 місць та службові приміщення), студентський гуртожиток на 180 місць, стадіон та спортивний майданчик.